# Emiel Kluin
Emiel Kluin (28 juni 1975) is een Nederlandse oud-schaatscoach van VPZ. Na het opheffen van de ploeg in 2010 werd Kluin commentator voor de Europese sportzender Eurosport.
In 2012 werd hij coach en begeleider van vier langebaanschaatsers voor de eerste Olympische Jeugdwinterspelen van 2012 in Innsbruck. Verder is Kluin werkzaam als lifeskillscoach bij Het CTO in Eindhoven en is hij eigenaar van Kluin&COach. Vanaf seizoen 2012/2013 houdt Kluin zich bezig met de talentontwikkeling bij de KNSB en in 2014 werd hij ook assistent-coach van de Jong Oranje-schaatsploeg.